# パイオニア11号

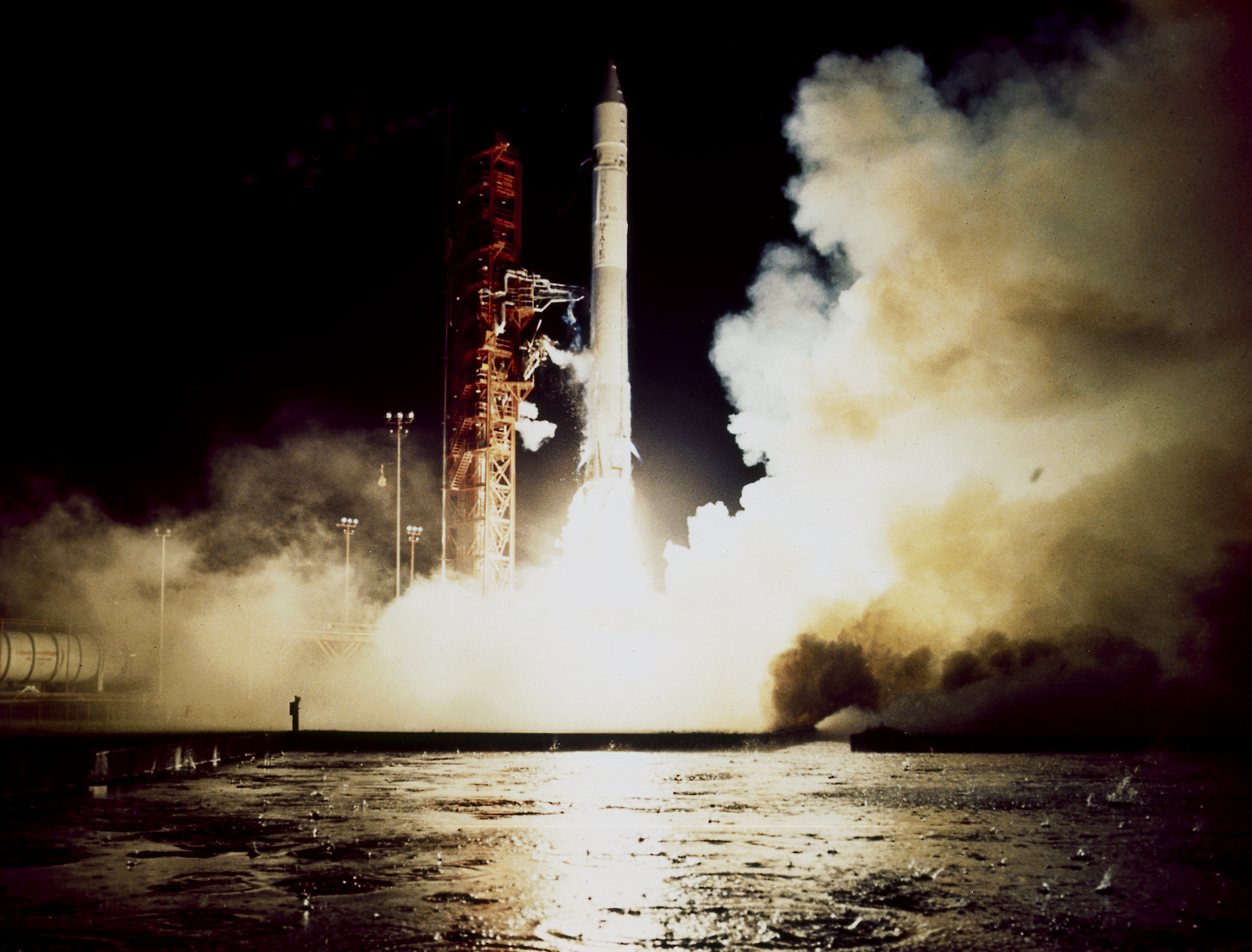
打ち上げ

パイオニア11号（英語: Pioneer 11）は、アメリカ航空宇宙局の惑星探査機。パイオニア計画の一環であり、パイオニア10号の姉妹機である。世界で二番目の木星探査機で、初の土星探査機である。

## 概要
パイオニア11号は、1973年4月6日にケープカナベラル空軍基地第36発射施設より打ち上げられた。1974年12月4日には木星に最接近し、3万4千キロメートルまで近づいた。その後、木星重力を利用したスイングバイを行い、土星へ向かった。1979年9月1日に土星へ2万1千キロメートルまで接近し、E環、F環およびG環を発見している。これらの成果は続くボイジャー計画にとって、大きな参考となった。
なお、探査機は電力の低下から1995年末に太陽から44.7天文単位 (au) の位置で運用が停止された。そのときの速度はおよそ2.5 au/年であった。その速度を維持しているなら2009年には太陽から約79 auの距離にあるということになる。2010年4月現在では太陽から約80.66 au（120.66億キロメートル）の位置にあると推定されている。

## 探査機

探査機に取り付けられた金属板

探査機本体は、パイオニア10号とほぼ同等であり、6角形の形状をしている。直径2.4 mの大型パラボラアンテナを有しており、本体から伸びた3本のブームの先には、プルトニウム238を利用した原子力電池2基と磁力計が取り付けられている。観測機器としては、磁力計の他、赤外線放射計測器、紫外線計測器、放射線計測器、カメラなどである。また、姿勢制御用の小型ロケットとカノープス感知器・太陽感知器が装備されている。
この他、地球外知的生命へ向けたメッセージとして、人類や太陽系を描いた金属板が取り付けられている。